# Eysturtindur
Eysturtindur es la segunda montaña más alta de la isla de Vágar, en las Islas Feroe, midiendo esta 715 m.